# Lutherkirche (Georgsmarienhütte)

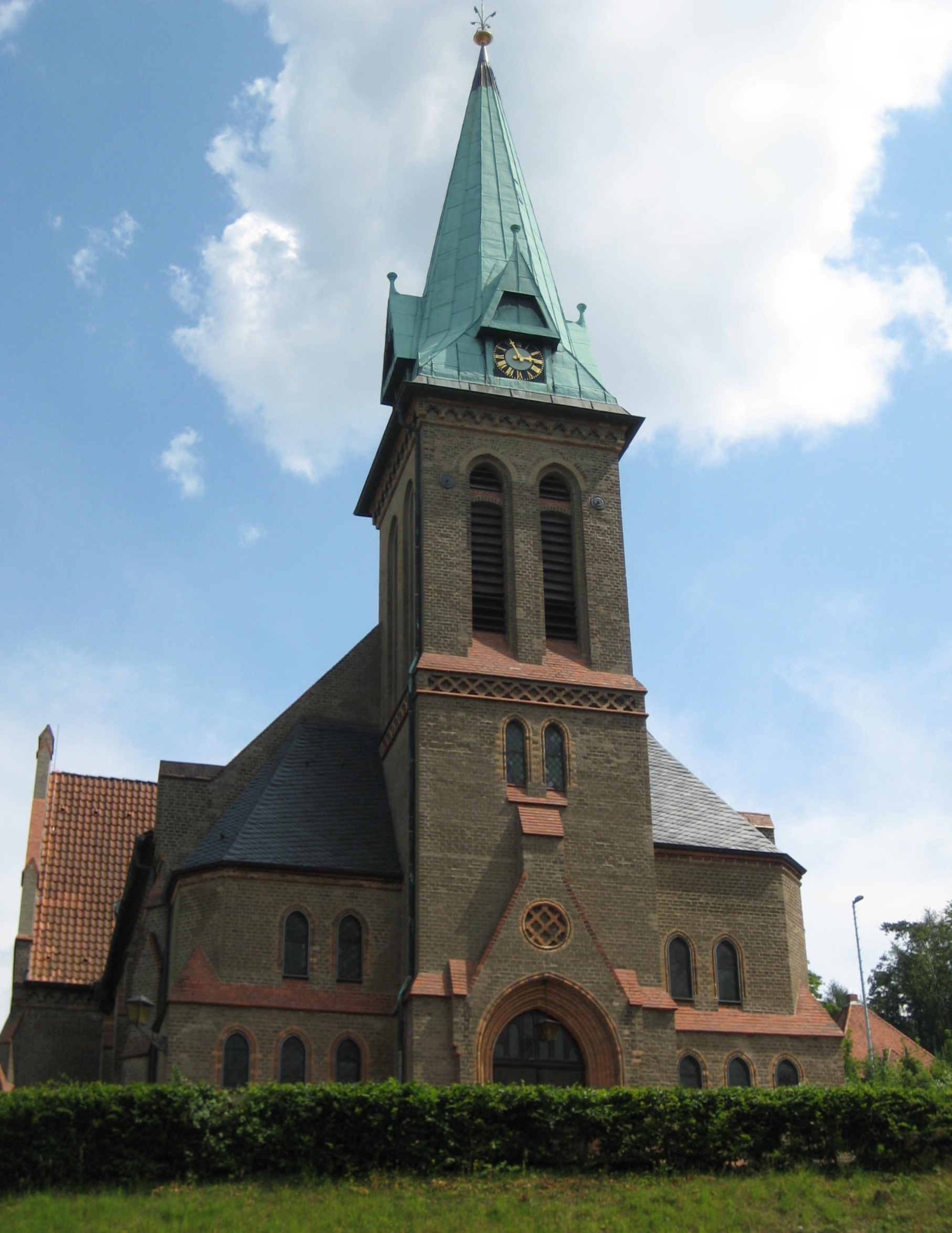
Die Lutherkirche wurde aus Schlackenstein erbaut

Die Lutherkirche ist die evangelisch-lutherische Stadtkirche von Georgsmarienhütte.
Für die 1860 verselbständigte Arbeiterkolonie wurde am 23. Dezember 1866 erstmals ein eigener Hilfsgeistlicher, Hermann Daniel Mauersberg, angestellt, der in Vertretung des bis dahin zuständigen Pastors von St. Katharinen in Osnabrück und des Schlosspredigers von Iburg die pfarramtlichen Geschäfte versah. Die selbständige Kirchengemeinde wurde am 24. April 1873 gegründet, Mauersberg wird ihr erster Pastor. Das Patronat wurde dem Georgs-Marien-Bergwerks- und Hüttenverein übertragen.
1877 begann der Bau der neugotischen Hallenkirche auf kreuzförmigem Grundriss nach Plänen von Conrad Wilhelm Hase, der auch die Inneneinrichtung entwarf. Der Grundstein wurde am 15. Juli 1877 gelegt; am 2. Juni 1878 wurde die Kirche geweiht. Gleichzeitig entstand die planerisch identische St.-Lukas Kirche in Lauenau, die im Mai 1878 eingeweiht wurde.

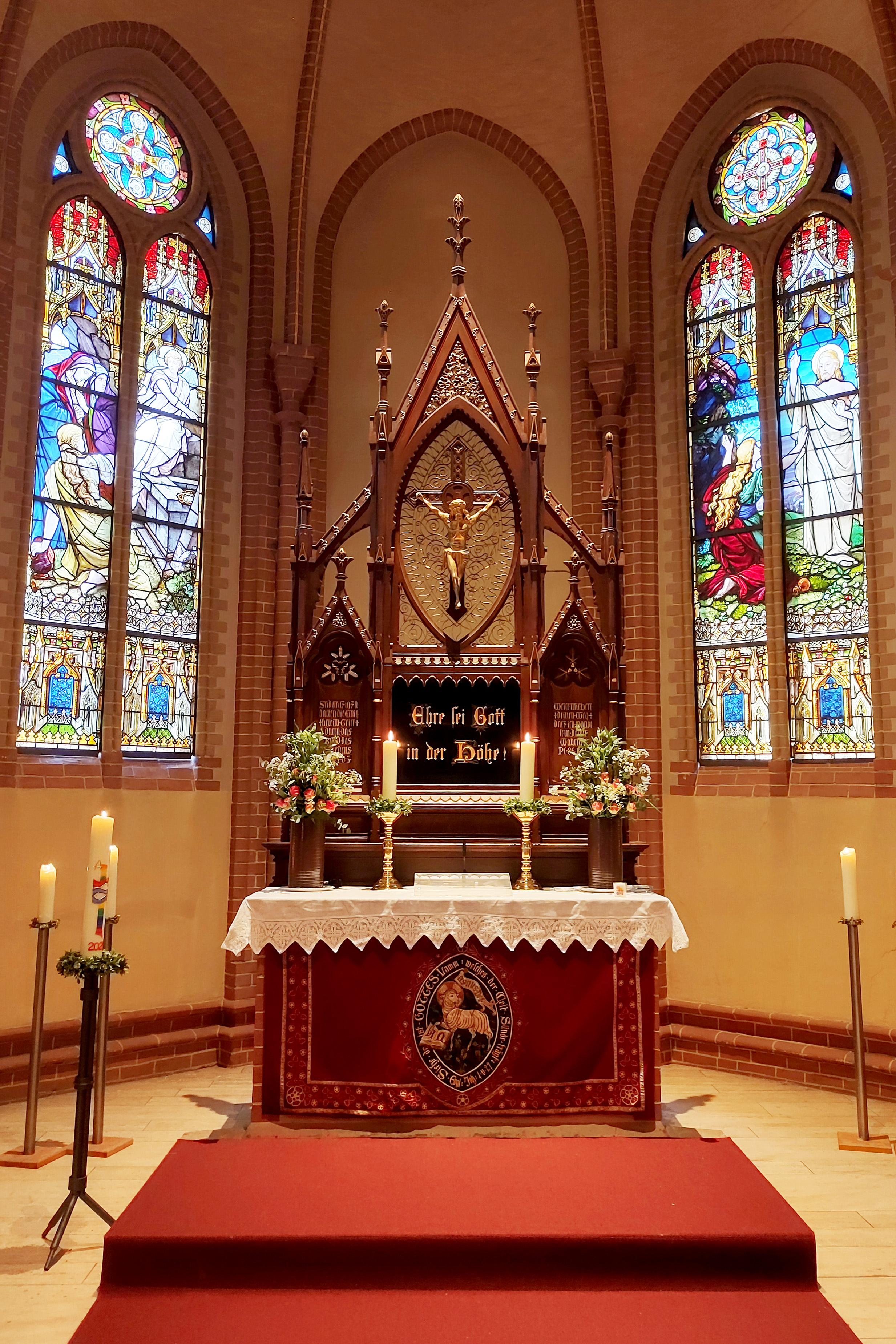
Altar

Farblich dominieren die Wand- und Gewölbeflächen aus grauen Schlackensteinen des Hüttenwerkes, sandsteinfarbene Wandflächen im Innern, unterbrochen von Pfeilern und Schrägen aus roten Ziegeln, sowie von ockerfarbenen Fensterumrandungen. An der Westseite befindet sich der quadratische 45,60 m hohe Turm mit einem Hahn auf der Spitze.
Vom ursprünglichen Geläut wurde die größte bronzene Glocke während des Ersten Weltkrieges eingeschmolzen. Drei neue Stahlglocken wurden 1921/22 durch den Bochumer Verein gegossen. Das Geläut ist eine Stiftung des Kommerzienrats und Kirchenvorstehers Ernst Stahmer. Die Reliefs der 4 Evangelisten, die die Kanzel schmücken, wurden von dem Osnabrücker Bildhauer Lukas Memken (1860–1934) entworfen.
1970 wurde bereits die dritte Orgel, erbaut von Wilhelm Wolfram aus Bissendorf, beschafft. Die Kirche selbst wurde 1988 im Innern umfassend saniert und so restauriert, dass sie heute wieder in ihrer ursprünglichen Farbgebung zu sehen ist.